# NBR 14136
A NBR 14136, popularmente conhecida como "tomada de três pinos", é o atual padrão brasileiro de plugues e tomadas. Seu projeto é baseado e no padrão internacional IEC 60906-1, publicada pela Comissão Eletrotécnica Internacional em 1986, este elaborado com a finalidade de "fornecer um padrão seguro, compacto e prático de plugues e tomadas que possa ser aceito por muitos países como seu padrão nacional, agora ou em um futuro próximo", e também como base para normatização em países que não possuam norma.
O Padrão IEC 60906-1, foi baseado no Suíço SEV 1011 T12, estabelecido em 1937, embora estes não sejam compatíveis em suas versões de três pinos. O padrão IEC 60906-1 foi desenvolvido para suas tomadas receberem o Europlug, e suas tomadas receberem uma diferente variedade de padrões internacionais que utilizam tomadas com pinos afastados 19 mm entre si.
Em 2006, o Brasil foi o primeiro país a adotar a IEC 60906-1 como base para sua norma NBR 14136. Em julho de 2014, a África do Sul introduziu uma norma (SANS 164-2) baseada na IEC 60906-1. Em 2017, a União Europeia (UE) publicou recomendações desaconselhando a harmonização dos sistemas domésticos de plugues e tomadas na UE, tendo como argumento o oneroso custo de conversão e o impacto ambiental pelo lixo de descarte das instalações antigas.

## História

### Antecedentes
Desde a eletrificação no Brasil, nunca houve uma norma nacional unificada sobre plugues e tomadas, estando disponíveis no mercado padrões oriundos de diversos países. Nos produtos sem aterramento, as indústrias nacionais utilizavam majoritariamente o padrão europeu de pino redondo, embora fosse comum a existência de produtos com pino chato. Já nas tomadas com três pinos, os padrões mais comuns eram o NEMA 5-15 e nema 10-20, este erroneamente chamado de padrão argentino ou australiano.

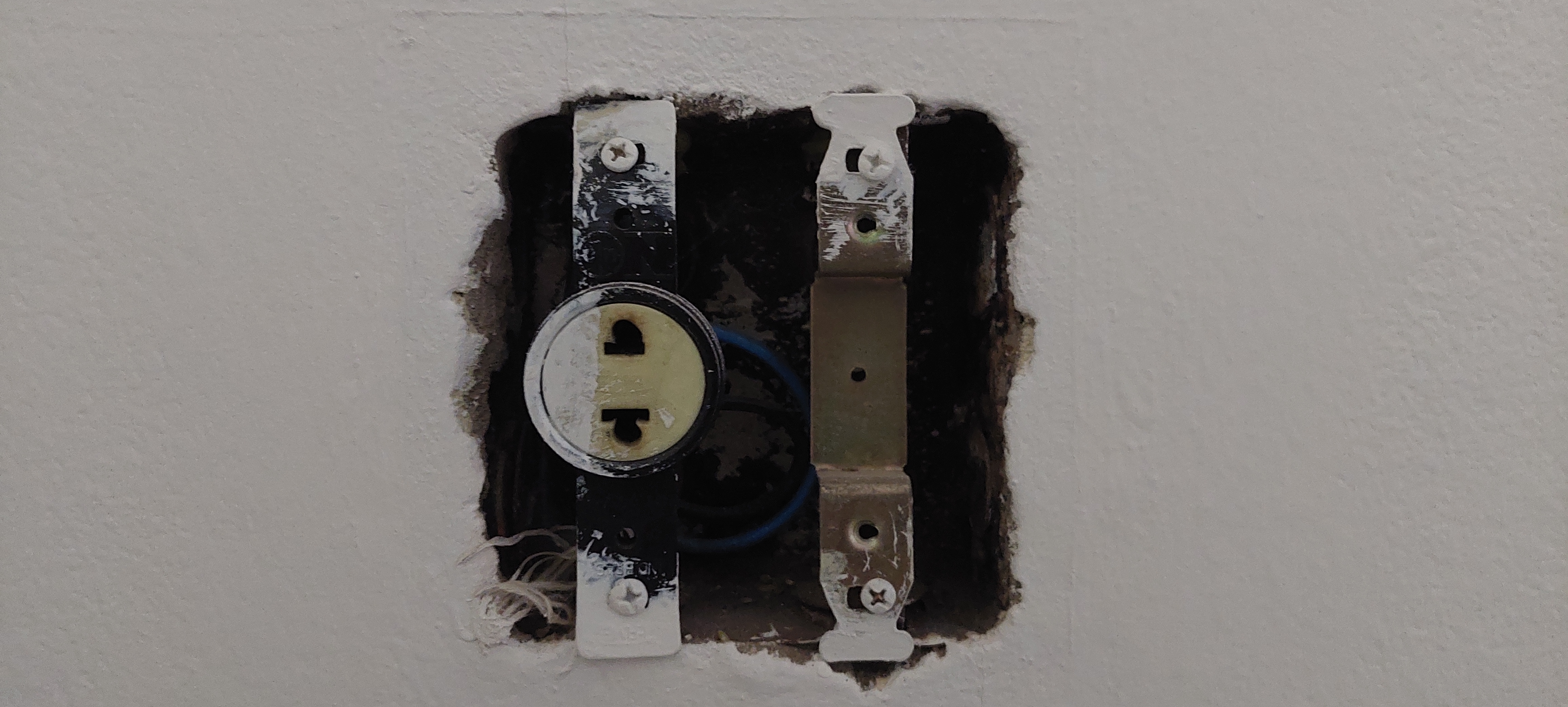
Tomada antiga com dois padrões.

Outra questão pela normatização era o fato do Brasil possuir regiões com 220V AC, que faziam indevido uso das tomadas NEMA, estas projetadas para uso em redes 120V AC.

### Implementação
Quando o padrão IEC 60906-1 foi apresentado na sede da Comissão Eletrotécnica Internacional, em 1986, o Brasil estava representado por um técnico do Comitê Brasileiro de Eletricidade, Eletrônica, Iluminação e Telecomunicações (Cobei), que trouxe o projeto para análise no Brasil.
Em 1998, após doze anos de estudos, discussão, e pesquisas, Associação Brasileira de Normas Técnicas (ABNT) publicou a NBR 14136, uma versão baseada no padrão IEC 60906-1, mas com algumas diferenças. O projeto foi desenvolvido com participação de diversos comitês técnicos da ABNT, também como de empresas líderes no mercado.
No ano 2000, o então presidente do Inmetro, Armando Mariante Carvalho Junior, estabeleceu, por meio de portaria, prazos para que fabricantes e comerciantes de material elétrico e eletrodomésticos se adaptassem ao padrão NBR 14136, estabelecida inicialmente em 1998. Em 2006, inicia-se a obrigatoriedade na disponibilização do padrão novo por fabricantes. Em 2009, a Lei nº 12.119 torna o uso do padrão novo obrigatório em todo território nacional.

## Dimensões
A Associação Brasileira de Normas Técnicas (ABNT) estabeleceu, em 1998, o padrão em  NBR 14136, que determina a padronização do encaixe em formato hexagonal, fixado à parede, com três furos posicionados em formato de pirâmide. Na parte interna, possui três pequenos pinos ocos conectados à fiação. Os plugues de aparelhos que ali se conectam possuem um terceiro pino que funciona como o terra, o que supostamente aumentava sua segurança.
Embora o padrão NBR 14136 seja baseado na IEC 60906-1, há diferenças notáveis entre eles. O plugue brasileiro:
- prega o uso da tomada com dois ou três pinos redondos para qualquer tensão, enquanto o padrão IEC recomenda o uso de pinos chatos para tensões de 110V AC, para assim evitar o uso de aparelhos em tomadas com a tensão incorreta;
- especifica dois diâmetros de pinos: 4 mm para aparelhos com corrente de até 10 amperes e 4,8 mm para aqueles que consomem entre 10 e 20 amperes, enquanto o padrão internacional indica pinos de 4,5 mm de diâmetro e corrente máxima de 16 amperes.

## Controvérsias
O formato e a sua obrigatoriedade a partir de 2011 foram alvo de constantes críticas. Estima-se que foram gastos R$ 1,4 bilhão de reais para adaptar todas as residências brasileiras ao novo padrão.
O livro A tomada de três pinos deve deixar de existir?, publicado pela editora da Universidade Federal de Mato Grosso (UFMT), esclareceu tecnicamente as dúvidas sobre a tomada de três pinos. O autor do livro, o professor Danilo Ferreira de Souza, explica sobre o processo de padronização desde o desenvolvimento do padrão internacional até a publicação da norma brasileira.

### Lobby
O presidente do Sindicato do Comércio Varejista de Material Elétrico e Aparelhos Eletrodomésticos no Estado de São Paulo (SincoElétrico), Marco Aurélio Sprovieri Rodrigues, acusou a existência de lobby de empresas do ramo para que o INMETRO o adotasse, em específico do conglomerado francês Pial Legrand. Segundo ele, a multinacional teria pressionado o INMETRO para adoção do novo padrão, e teria trazido moldes prontos da europa para sair na frente na fabricação do padrão novo. Antonio Eduardo Souza, funcionário da Pial Legrand, contesta as afirmações de Sprovieri, e argumenta que a empresa queria justamente o oposto, pois a mudança trouxe diversos gastos na adequação de maquinário.

### Efetividade
A despeito da segurança, o número de acidentes elétricos cresceu mais de 50% desde que foi adotado e o número de mortes não caiu, permanecendo praticamente estável no período. Os números, no entanto, não especificam as circunstâncias dos acidentes elétricos. Também é notório o descumprimento de proprietários e construtores na instalação de sistemas de aterramento em território nacional.

### Fake News
Circularam na internet boatos sobre Fábio Luís Lula da Silva, filho do ex-presidente Luiz Inácio Lula da Silva, ser proprietário de patentes do padrão novo. Vale ressaltar que normas não podem ser patenteadas.